# نيفينا يوفانوفيتش
نيفينا يوفانوفيتش (بالصربية: Невена Јовановић) مواليد 30 يونيو 1990 في كرالييفو، جمهورية يوغوسلافيا الاشتراكية الاتحادية، هي لاعبة كرة سلة صربية. بدأت مسيرتها الاحترافية في سنة 2006. وتحمل الرقم 8. مثلت منتخب بلادها. شاركت في دورة الألعاب الأولمبية الصيفية سنة 2016. حققت المركز الثاني في ألعاب البحر الأبيض المتوسط 2009.

## سجل المنافسة
شاركت في المنافسات التالية:
- الألعاب الأولمبية الصيفية 2016
- كأس العالم لكرة السلة للسيدات 2014

## الميداليات
| الميدالية | المسابقة                        |
| --------- | ------------------------------- |
| برونزية   | الألعاب الأولمبية الصيفية 2016  |
| فضية      | ألعاب البحر الأبيض المتوسط 2009 |

## روابط خارجية
- نيفينا يوفانوفيتش على موقع الاتحاد الدولي لكرة السلة (الإنجليزية)
- نيفينا يوفانوفيتش على موقع كرة السلة الأوروبية.كوم (الإنجليزية)
- نيفينا يوفانوفيتش على موقع بروبوليرز (الإنجليزية)
- نيفينا يوفانوفيتش على موقع سبورتس رفرنس (الإنجليزية)
- نيفينا يوفانوفيتش على موقع اللجنة الأولمبية الدولية (الإنجليزية)
- نيفينا يوفانوفيتش على موقع أوليمبيديا (الإنجليزية)
- نيفينا يوفانوفيتش على موقع اللجنة الأولمبية الصربية (الصربية)